# Шенау-Берцдорф
Шенау-Берцдорф (нім. Schönau-Berzdorf) — громада в Німеччині, розташована в землі Саксонія. Входить до складу району Герліц. Складова частина об'єднання громад Бернштадт/Шенау-Берцдорф.
Площа — 27,84 км2. Населення становить 1469 ос. (станом на 31 грудня 2020).

## Галерея

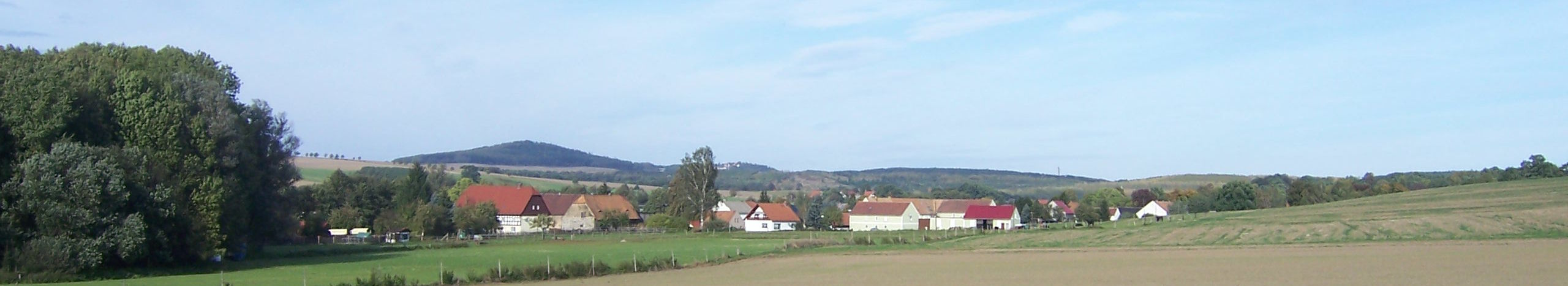